# Qarah Ẕīā' od Dīn
Qarah Ẕīā' od Dīn (persiska: قره ضیاء الدین) är en kommunhuvudort i Iran.   Den ligger i provinsen Västazarbaijan, i den nordvästra delen av landet, 700 km nordväst om huvudstaden Teheran. Qarah Ẕīā' od Dīn ligger 1 090 meter över havet och antalet invånare är 31 947.
Terrängen runt Qarah Ẕīā' od Dīn är huvudsakligen kuperad, men den allra närmaste omgivningen är platt.Runt Qarah Ẕīā' od Dīn är det ganska tätbefolkat, med 75 invånare per kvadratkilometer. Qarah Ẕīā' od Dīn är det största samhället i trakten. Trakten runt Qarah Ẕīā' od Dīn består till största delen av jordbruksmark.